# المار کلوس
المار کلوس (چکی: Elmar Klos؛ ۲۶ ژانویهٔ ۱۹۱۰ – ۳۱ ژوئیهٔ ۱۹۹۳) یک کارگردان، و فیلم‌نامه‌نویس اهل جمهوری چک بود. او در سال ۱۹۶۵ میلادی به همراه یان کادار برای فیلم فروشگاه در خیابان اصلی جایزه اسکار بهترین فیلم خارجی زبان را دریافت کرد.